# 大崎村 (岡山県)
大崎村（おおざきそん）は、岡山県勝田郡にあった村。
現在の津山市金井、中原、新田、西吉田、福力に当たる。

## 沿革
- 1889年6月1日 - 町村制施行に伴い、勝南郡金井村、中原村、新田村、西吉田村、福力村が合併し、大崎村となる。大字金井に役場を置く。
- 1900年4月1日 - 勝南郡が勝北郡と合併し、勝田郡となる。
- 1954年7月1日 - 周辺の9村とともに津山市へ編入される。

### 地区の地名
- 金井
- 中原
- 新田
- 西吉田
- 福力

## 現在
旧村内の人口は2357人(2019年1月1日現在。住民基本台帳による。津山市調べ。)。池ヶ原、堂尾を加えた大崎地区では2774人。地名ごとの人口は各地名の記事を参考のこと。

## 教育

### 学校
- 大崎村立大崎小学校

## 交通

### 鉄道
- JR姫新線：美作大崎駅

## 河川・山岳

### 河川
- 広戸川
- 肘川

### 山岳
- 和気山

### 名所・旧跡・観光スポット・祭事・催事

#### 祭事
- 福力荒神社大祭（旧暦元日 - 3日）

### 神社
- 福力荒神社（福力）
- 大崎神社（金井・中原各1社）
- 吉田神社（西吉田）
- 朝日神社（新田）
- 若王神社（中原）